# پاسک
پاسک، روستایی در دهستان هیت بخش مرکزی شهرستان قصرقند در استان سیستان و بلوچستان ایران است.
که جمعیت این روستا از مرکز شهر قصرقند زیاد تر است و بزرگ ترین روستای شهرستان هستش برگرفته از میوه‌های چهار فصل خرما،انبه،زیتون،پاپایا،وسایر....هستش

## جمعیت
بر پایه سرشماری عمومی نفوس و مسکن در سال ۱۳۹۵، جمعیت این روستا برابر با ۲٬۰۳۵ نفر (۴۲۳ خانوار) بوده‌است.